# Missione sul Baltico
Missione sul Baltico è il settimo romanzo della saga di Jack Aubrey e Stephen Maturin, personaggi immaginari, anche se Aubrey è ispirato alle imprese di Lord Cochrane, e protagonisti del film Master and Commander - Sfida ai confini del mare, con Russell Crowe.
In effetti il film è un sunto di episodi tratti dai vari romanzi della serie, innestati su un'avventura particolare (Ai confini del mare)

## Trama
La Shannon è rientrata ad Halifax con Jack Aubrey, Stephen Maturin e Diana Villiers, reduci da un'avventurosa fuga da Boston, e dalla battaglia con la USS Chesapeake.
Stephen contatta il locale responsabile del Servizio Informazioni della Marina per sgominare la rete di spie americane in loco. Ma questo non basta ad assicurare una tranquilla traversata di ritorno in Inghilterra.
Infatti Johnson, agente americano dotato di cospicui mezzi propri, da loro la caccia per vendetta, e a Diana in particolare per riprendersi una splendida collana di diamanti che le aveva regalato prima della fuga. Ma il loro postale riesce a sfuggire a due navi corsare statunitensi ed all'arrivo in Inghilterra si trovano coinvolti nei festeggiamenti per la vittoria navale.
Questo però non basta ad evitare a Jack nuove delusioni: suo padre, generale e deputato radicale per questioni di interesse, innesca una polemica dopo l'altra, tra le quali anche alcune sulla Royal Navy, citando il figlio come fonte. Questo rende Jack inviso ai vertici dell'Ammiragliato e gli impedisce di ottenere il comando della Acasta, una fregata che gli era stata promessa prima della cattura.
Nel frattempo, Stephen tiene a Parigi, dove arriva tramite un salvacondotto, una conferenza su temi naturalistici all'Institut de France, che serve anche a sottolineare l'infondatezza della sua supposta appartenenza ai Servizi Segreti. Diana va anch'essa a Parigi, essendo in attesa di un figlio da Johnson.
Ma l'evoluzione della situazione nel Mar Baltico rende necessario l'invio di Stephen in missione su un'isola presidiata da truppe catalane fedeli a Napoleone, per convincerle a defezionare. Naturalmente, chiede ed ottiene che sia Jack a comandare la corvetta con la quale viaggerà, pur avendo l'amico il grado di capitano di vascello. Al gruppo viene aggregato il maggiore Jagiello, lituano al servizio della Svezia.
La missione ha successo e, dopo un banchetto con l'ammiraglio Saumarez, responsabile della squadra del Baltico, i catalani vengono trasportati con un convoglio in Spagna a combattere contro Napoleone.
Lasciato il convoglio, durante una tempesta la corvetta incontra due vascelli impegnati in combattimento e, per impedire al vascello francese di riparare in porto, affronta il fuoco di cannoni da 32 libbre riuscendo a danneggiare l'alberatura del francese, ma fa naufragio sugli scogli.
Jack, Stephen e Jagiello vengono condotti al Tempio, famigerata prigione parigina in via di demolizione; qui Stephen è di nuovo oggetto delle sgradite attenzioni dei Servizi francesi. Ma quando sembra finita, qualcuno li libera, rendendoli latori di un messaggio per Londra.

## Riferimenti
L'ammiraglio Saumarez è stato un grande comandante della Royal Navy, protagonista tra l'altro di un vittorioso combattimento notturno contro la flotta franco-spagnola diretta da Algeciras a Cadice. Sir James Saumarez aveva, però, già fatto ritorno in patria con la HMS Victory nei mesi descritti da O'Brian in Missione Sul Baltico, e non poteva quindi essere al comando della flotta stanziata nel Mare del Nord. Questo anacronismo, spiega l'autore, è dovuto alla volontà dello scrittore stesso di soffermarsi sulla figura di questo ammiraglio, «...esempio significativo del tipo particolare di ufficiale di marina del tempo, profondamente religioso, di grandissima capacità e diplomatico di grande efficienza». La nave ammiraglia di Saumarez, la Victory, sarà, tuttavia, omessa dal romanzo, «...per un qualche oscuro sentimento di rispetto per quella nobile unità» da parte dell'autore.
Lo scontro tra la HMS Shannon e la USS Chesapeake è avvenuto realmente, come descritto in Bottino di guerra.

## Curiosità
L'agente americano nel libro Buon vento dell'Ovest si chiama Johnstone, mentre in Bottino di guerra e Missione sul Baltico si chiama Johnson.

## Edizioni
- Patrick O'Brian, Missione sul Baltico, traduzione di Paola Merla, Longanesi, 1999,  p. 373, ISBN 88-304-1709-2.